# NCAA Division I Tennis Championships 2015
Bei den NCAA Division I Tennis Championships wurden 2015 die Meister im US-amerikanischen College Tennis ermittelt. Das Turnier startete mit den Erstrundenspielen der Mannschaftskonkurrenz am 8. Mai und endete am 25. Mai. Schauplatz war das Hurd Tennis Center in Waco, Texas.

## Herrenmannschaftsmeisterschaften
| Nr. | Spieler   | Erreichte Runde |
| --- | --------- | --------------- |
| 01. | Oklahoma  | Finale          |
| 02. | Baylor    | Halbfinale      |
| 03. | Virginia  | Sieg            |
| 04. | Illinois  | Achtelfinale    |
| 05. | TCU       | Halbfinale      |
| 06. | Texas A&M | Viertelfinale   |
| 07. | USC       | Viertelfinale   |
| 08. | Georgia   | Viertelfinale   |

| Nr. | Spieler        | Erreichte Runde |
| --- | -------------- | --------------- |
| 09. | Texas          | Achtelfinale    |
| 10. | Duke           | Achtelfinale    |
| 11. | Ohio State     | Achtelfinale    |
| 12. | Wake Forest    | Achtelfinale    |
| 13. | North Carolina | Viertelfinale   |
| 14. | Ole Miss       | 2. Runde        |
| 15. | Virginia Tech  | 2. Runde        |
| 16. | UCLA           | Achtelfinale    |

## Herreneinzel

### Setzliste
| Nr. | Spieler                | Erreichte Runde |
| --- | ---------------------- | --------------- |
| 1.  | Áxel Álvarez Llamas    | 2. Runde        |
| 2.  | Julian Lenz            | 2. Runde        |
| 3.  | Mackenzie McDonald     | 1. Runde        |
| 4.  | Andrew Harris          | Rückzug         |
| 5.  | Sebastian Stiefelmeyer | Achtelfinale    |
| 6.  | Søren Hess-Olesen      | 2. Runde        |
| 7.  | Noah Rubin             | Finale          |
| 8.  | Ryan Shane             | Sieg            |

| Nr.    | Spieler          | Erreichte Runde |
| ------ | ---------------- | --------------- |
| 9.–16. | Nicolás Álvarez  | 2. Runde        |
| 9.–16. | Gonzales Austin  | 1. Runde        |
| 9–16.  | Romain Bogaerts  | 2. Runde        |
| 9.–16. | Yannick Hanfmann | Achtelfinale    |
| 9.–16. | Dominik Koepfer  | 2. Runde        |
| 9.–16. | Miķelis Lībietis | Achtelfinale    |
| 9.–16. | Quentin Monaghan | Halbfinale      |
| 9.–16. | Brayden Schnur   | 1. Runde        |

## Herrendoppel

### Setzliste
| Nr. | Paarung                         | Erreichte Runde |
| --- | ------------------------------- | --------------- |
| 1.  | Austin Smith Ben Wagland        | Viertelfinale   |
| 2.  | Yannick Hanfmann Roberto Quiroz | 1. Runde        |
| 3.  | Luca Corinteli Ryan Shane       | 1. Runde        |
| 4.  | Miķelis Lībietis Hunter Reese   | Viertelfinale   |

| Nr.   | Paarung                        | Erreichte Runde |
| ----- | ------------------------------ | --------------- |
| 5.–8. | Gonzales Austin Rhys Johnson   | 1. Runde        |
| 5.–8. | Diego Galeano Julian Lenz      | Halbfinale      |
| 5.–8. | Kevin Metka Ralf Steinbach     | 1. Runde        |
| 5.–8. | John Morrissey Robert Stineman | 1. Runde        |

## Damenmannschaftsmeisterschaften
| Nr. | Spieler        | Erreichte Runde |
| --- | -------------- | --------------- |
| 01. | USC            | Halbfinale      |
| 02. | North Carolina | Viertelfinale   |
| 03. | California     | Achtelfinale    |
| 04. | Vanderbilt     | Sieg            |
| 05. | Florida        | Viertelfinale   |
| 06. | Georgia        | Halbfinale      |
| 07. | UCLA           | Finale          |
| 08. | Baylor         | Viertelfinale   |

| Nr. | Spieler        | Erreichte Runde |
| --- | -------------- | --------------- |
| 09. | Virginia       | Achtelfinale    |
| 10. | Texas A&M      | Achtelfinale    |
| 11. | Michigan       | Achtelfinale    |
| 12. | Oklahoma State | Achtelfinale    |
| 13. | Alabama        | 2. Runde        |
| 14. | Stanford       | Viertelfinale   |
| 15. | Miami (FL)     | Achtelfinale    |
| 16. | Texas Tech     | Achtelfinale    |

## Dameneinzel
| Nr. | Spieler         | Erreichte Runde |
| --- | --------------- | --------------- |
| 1.  | Robin Anderson  | Viertelfinale   |
| 2.  | Carol Zhao      | Finale          |
| 3.  | Brooke Austin   | 1. Runde        |
| 4.  | Maegan Manasse  | Achtelfinale    |
| 5.  | Lauren Herring  | 1. Runde        |
| 6.  | Julia Elbaba    | 2. Runde        |
| 7.  | Jamie Loeb      | Sieg            |
| 8.  | Sydney Campbell | 2. Runde        |

| Nr.   | Spieler            | Erreichte Runde |
| ----- | ------------------ | --------------- |
| 9–16. | Hayley Carter      | 1. Runde        |
| 9–16. | Danielle Collins   | Viertelfinale   |
| 9–16. | Joana Eidukonytė   | Achtelfinale    |
| 9–16. | Lorraine Guillermo | 1. Runde        |
| 9–16. | Julia Jones        | 2. Runde        |
| 9–16. | Josie Kuhlman      | Halbfinale      |
| 9–16. | Giuliana Olmos     | 2. Runde        |
| 9–16. | Stephanie Wagner   | Halbfinale      |

## Damendoppel
| Nr. | Paarung                            | Erreichte Runde |
| --- | ---------------------------------- | --------------- |
| 1.  | Maya Jansen Erin Routliffe         | Sieg            |
| 2.  | Taylor Davidson Carol Zhao         | Viertelfinale   |
| 3.  | Catherine Harrison Kyle McPhillips | 1. Runde        |
| 4.  | Beatrice Gumulya Jessy Rompies     | Viertelfinale   |

| Nr.  | Paarung                         | Erreichte Runde |
| ---- | ------------------------------- | --------------- |
| 5–8. | Brooke Austin Kourtney Keegan   | Halbfinale      |
| 5–8. | Pleun Burgmans Emily Flickinger | 1. Runde        |
| 5–8. | Klara Fabikova Zsófia_Susányi   | Finale          |
| 5–8. | Maegan Manasse Denise Starr     | 2. Runde        |